# Campeonato Mundial de Biatlón de 2013 – Relevos femenino
El evento de Relevos femenino del Campeonato Mundial de Biatlón de 2013 se llevó a cabo el 15 de febrero de 2013, donde participaron 25 naciones, en un circuito  de 4 X 6 km.

## Resultado
La carrera comenzó a las 17:15 (hora local).
| Pos.              | Núm. | Equipo                                                                                         | Tiempo                                        | Penalizaciones (T+P)                    | Dif. de tiempo |
| ----------------- | ---- | ---------------------------------------------------------------------------------------------- | --------------------------------------------- | --------------------------------------- | -------------- |
| Medalla de oro    | 1    | Noruega · Hilde Fenne · Ann Kristin Flatland · Synnøve Solemdal · Tora Berger                  | 1:08:11.0 17:18.1 17:29.1 16:53.5 16:30.3     | 0+2 1+7 0+2 1+3 0+0 0+2 0+0 0+1         |                |
| Medalla de plata  | 4    | Ucrania · Juliya Dzhyma · Vita Semerenko · Valj Semerenko · Olena Pidhrushna                   | 1:08:18.0 16:49.5 17:03.3 17:12.6             | 0+3 0+2 0+0 0+1 0+2 0+0 0+1 0+0 0+0 0+1 | +7.0           |
| Medalla de bronce | 7    | Italia · Dorothea Wierer · Nicole Gontier · Michela Ponza · Karin Oberhofer                    | 1:08:22.6 16:30.8 17:07.7 17:48.5 16:55.6     | 0+2 0+2 0+0 0+0 0+2 0+0 0+0 0+2 0+0 0+0 | +11.6          |
| 4                 | 2    | Rusia · Ekaterina Glazyrina · Olga Zaitseva · Ekaterina Shumilova · Olga Vilukhina             | 1:08:40.0 16:30.3 17:06.8 18:04.1 16:58.8     | 0+0 0+7 0+0 0+1 0+0 0+2 0+0 0+3 0+0 0+1 | +29.0          |
| 5                 | 3    | Alemania · Franziska Hildebrand · Miriam Gössner · Laura Dahlmeier · Andrea Henkel             | 1:08:41.9 16:57.4 17:05.2 16:59.5 17:39.8     | 0+4 0+7 0+0 0+3 0+3 0+2 0+0 0+0 0+1 0+2 | +30.9          |
| 6                 | 5    | Francia Anaïs Bescond Sophie Boilley Marie Laure Brunet Marie Dorin-Habert                     | 1:08:47.7 16:42.9 17:41.7 17:23.3 16:59.8     | 0+4 0+9 0+0 0+3 0+2 0+1 0+2 0+2 0+0 0+3 | +36.7          |
| 7                 | 8    | Bielorrusia · Nadezhda Skardino · Liudmila Kalinchik · Nastassia Dubarezava · Darya Domracheva | 1:09:13.2 16:32.3 17:14.4 18:27.4 16:59.1     | 1+5 0+2 0+0 0+0 0+1 0+0 1+3 0+1 0+1 0+1 | +1:02.2        |
| 8                 | 10   | Eslovaquia · Jana Gereková · Anastasiya Kuzmina · Martina Chrapánová · Paulina Fialková        | 1:10:11.3 16:30.9 17:05.7 18:15.5 18:19.2     | 0+7 0+7 0+1 0+2 0+3 0+2 0+2 0+1         | +2:00.3        |
| 9                 | 6    | Polonia · Krystyna Pałka · Magdalena Gwizdoń · Monika Hojnisz · Weronika Nowakowska-Ziemniak   | 1:10:31.3 16:20.9 17:59.6 18:30.6 17:40.2     | 1+7 0+6 0+2 0+0 1+3 0+3 0+1 0+2 0+1 0+1 | +2:20.3        |
| 10                | 9    | República Checa · Veronika Vítková · Gabriela Soukalová · Jitka Landová · Barbora Tomešová     | 1:11:05.7 16:20.8 17:03.1 18:50.0 18:51.8     | 0+3 2+7 0+1 0+0 0+1 0+1 0+0 1+3 0+1 1+3 | +2:54.7        |
| 11                | 16   | Estados Unidos Annelies Cook Sara Studebaker Susan Dunklee Hanah Dressigacker                  | 1:11:15.5 17:37.5 17:54.5 16:59.0 18:44.5     | 1+6 0+4 0+2 0+3 0+1 0+0 0+0 0+0 1+3 0+1 | +3:04.5        |
| 12                | 18   | Canadá · Rosanna Crawford · Megan Heinicke · Audrey Vaillancourt · Zina Kocher                 | 1:11:26.2 16:43.3 17:56.7 18:26.0 18:20.2     | 1+6 0+7 0+2 0+1 0+0 0+3 0+1 0+3 1+3 0+0 | +3:15.2        |
| 13                | 20   | Suiza · Elisa Gasparin · Selina Gasparin · Patricia Jost · Aita Gasparin                       | 1:12:11.6 16:52.7 17:27.7 18:48.4 19:02.8     | 0+2 0+5 0+0 0+0 0+0 0+3 0+1 0+1         | +4:00.6        |
| 14                | 12   | Kazajistán · Elena Khrustaleva · Darya Usanova · Alina Raikova · Marina Lebedeva               | 1:12:14.9 17:51.7 17:38.9 18:35.2 18:09.1     | 0+4 0+2 0+2 0+2 0+1 0+0 0+0 0+0 0+1 0+0 | +4:03.9        |
| 15                | 11   | Suecia · Elisabeth Högberg · Anna-Karin Stroemstedt · Elin Mattsson · Ingela Andersson         | 1:12:26.8 16:34.4 18:48.9 18:14.1 18:49.4     | 0+1 1+7 0+0 0+0 0+1 1+3 0+0 0+2         | +4:15.8        |
| 16                | 19   | China Tang Jialin Zhang Yan Song Chaoqing Ma Wei                                               | 1:12:27.6 17:50.8 17:32.9 18:39.9 18:24.0     | 0+6 1+7 0+2 1+3 0+0 0+1 0+2 0+2 0+2 0+1 | +4:16.6        |
| 17                | 24   | Eslovenia Teja Gregorin Andreja Mali Dijana Ravnikar Lili Drčar                                | 1:12:29.3 16:29.4 17:29.2 18:46.1 19:44.6     | 0+4 0+3 0+0 0+1 0+2 0+0 0+2 0+1         | +4:18.3        |
|                   | 14   | Bulgaria Emilia Yordanova Niya Dimitrova Desislava Stoyanova Stefani Popova                    | 1 vuelta 17:28.8 17:58.3 19:18.7              | 0+3 1+8 0+1 0+2 0+0 0+0 0+2 1+3 0+0 0+3 |                |
|                   | 15   | Austria · Iris Schwabl · Romana Schrempf · Katharina Innerhofer · Lisa Theresa Hauser          | 1 vuelta 17:06.0 19:08.5 18:49.8              | 0+4 3+7 0+1 0+0 0+3 2+3 0+0 1+3 0+0 0+1 |                |
|                   | 17   | Estonia Kadri Lethla Kristel Viigipuu Johanna Talihärm Grete Gaim                              | 1 vuelta 17:15.2 18:50.4 18:34.7              | 0+2 0+8 0+0 0+2 0+0 0+3 0+0 0+2 0+2 0+1 |                |
|                   | 22   | Finlandia · Mari Laukkanen · Sanna Markkanen · Annukka Siltakorpi · Kaisa Mäkäräinen           | 1 vuelta 17:46.6 19:40.6 20:17.7              | 0+4 0+8 0+2 0+3 0+2 0+2 0+0 0+3 0+0 0+0 |                |
|                   | 23   | Japón Fuyuko Suzuki Arisa Goshono Yuki Nakajima Itsuka Owada                                   | 1 vuelta 17:52.2 19:31.4 19:45.0              | 0+5 0+5 0+1 0+2 0+0 0+0 0+2 0+3 0+2 0+0 |                |
|                   | 25   | Lituania · Diana Rasimovičiūtė · Natalija Kočergina · Marija Kaznacenko · Karolina Banel       | 1 vuelta 17:22.2 19:45.1 20:26.9              | 3+8 1+8 0+0 1+3 2+3 0+2 1+3 0+1 0+2 0+2 |                |
|                   | 21   | Corea del Sur Jo In-Hee Kim Seon-Su Park Ji-Ae Hwang Hye-Suk                                   | 1 vuelta 18:51.3 20:42.5 20:06.4              | 1+6 0+6 0+1 0+0 1+3 0+1 0+0 0+2 0+2 0+3 |                |
|                   | 13   | Rumania · Réka Ferencz · Éva Tófalvi · Luminita Piscoran · Orsolya Tófalvi                     | Descalificado 16:49.2 17:18.9 17:34.5 19:25.9 | 0+0 0+0 0+1 0+1 0+0 0+0 0+1 0+2         |                |